# (2705) Wu
(2705) Wu – planetoida z grupy pasa głównego asteroid okrążająca Słońce w ciągu 3 lat i 89 dni w średniej odległości 2,19 j.a. Została odkryta 9 października 1980 roku przez Carolyn Shoemaker. Przed nadaniem nazwy planetoida nosiła oznaczenie tymczasowe (2705) 1980 TD4.